# 19. Armee (Rote Armee)
Die 19. Armee (russisch 19-я армия) war ein Großverband der Roten Armee im Zweiten Weltkrieg. Die erste Formation wurde im Oktober 1941 im Kessel von Wjasma zerschlagen. Die zweite Formation erlebte das Kriegsende 1945 in Westpreußen.

## Geschichte

### Erste Formation
Die 19. Armee wurde im Mai 1941 auf Befehl der Stawka aus dem Kommandostab und der Truppen des nordkaukasischen Militärbezirks aufgestellt. Die ersten Formationen wurden ab 20. Mai zur Versammlung nach Tscherkassy in den Kiewer Sondermilitärbezirk verlegt. Generalleutnant Konew hatte am 13. Juni das Kommando der 19. Armee übernommen und reiste nach Kiew, um die ankommenden Staffeln vor Ort für ihren Einsatz zu organisieren. Der Divisionskommissar I. P. Sheklanow fungierte als Mitglied des Militärrates und Generalmajor P. N. Rubtzow als Stabschef der Armee. Nachdem das Hauptquartier vom 22. bis 30. Juni etwa 400 Kilometer zurückgelegt hatte, begab es sich an den Fluss Beresina, unter der Annahme, dass die Truppen der sowjetischen Westfront größtenteils zerschlagen wären und versuchte deren Überreste zwischen den Sumpfgebieten von Nalibozkaja und des Pripjat aufzunehmen. Bis Ende Juni befand sich die 19. Armee in der Stawka-Reserve, wurde dann der Westfront überstellt und bestand aus folgenden Verbänden:
- 25. Schützenkorps (Generalmajor Sergei Michailowitsch Chestochwalow, ab 16. Juli Oberst P. S. Winogradow mit der 127., 134. und 162. Schützendivision)
- 34. Schützenkorps (Generalleutnant Rafail Pawlowitsch Chmelnitzki mit der 38., 129. und 158. Schützendivision, am 22. Juli der 16. Armee unterstellt)
- 67. Schützenkorps (Oberst Filipp F. Schmatschenko) mit der 102., 132. und 151. Schützendivision
- 25. mechanisiertes Korps (Generalmajor S. M. Kriwoschein) mit 50. und 55. Panzer-Division, 219. motorisierte Division
- 442. und 471 Korps-Artillerie-Regiment, 27. Kradschützen-Regiment
- 111., 238. und 321. Pionier-Bataillon
- Die unterbesetzte 51. Panzerdivision wurde am 1. Juli ebenfalls der 19. Armee zugeteilt, blieb aber zur Auffüllung noch in der Region Rschew stehen, nur das 102. Panzerregiment (Major N. I. Smirnow) wurde vom Oberkommando des 23. mechanisierten Korps sofort zur Verstärkung der 19. Armee abgesandt.

Ab 9. Juli versuchten die ersten Armeeeinheiten, die bei Witebsk ankamen, befohlen, den Feind nach Westen abzudrängen und das Ufer der Westliche Düna zu sichern. Die ersten Staffeln des 25. Schützenkorps wurden an den sechs bis zehn Kilometer entfernten Bahnstationen südöstlich von Witebsk entladen und traten in die Schlacht ein. Zuerst kamen zwei Schützendivisionen (134. und 162.) und ein Korpsartillerie-Regiment in den Kampf. Das Generalkommando 34 war bei Rudnja in der Nähe von Smolensk ausgeladen. Die 220. motorisierten Division und die 153. Schützendivision führte schwere Kämpfe um die Zugänge südwestlich von Witebsk. Am 11. Juli erhielten die Truppen den Befehl, zum rechten Ufer der westliche Düna bei Prudniki und den Senkowo-Abschnitt zu besetzen und an der Linie Gorodok – Losvidosee – Sloboda den Kampf mit den deutschen Truppen aufzunehmen.
 Armeegliederung am 11. Juli 1941
25. Schützenkorps (Generalmajor Sergei Michailowitsch Chestochwalow)
- 127. Schützendivision (Generalmajor Timofei Gavrilowitsch Kornejew)
- 134. Schützendivision (Brigadekommandeur Wladimir Kusmitsch Basarow)
- 162. Schützendivision (Oberst Nikolai Fjodorowitsch Kolkunow)

34. Schützenkorps (Generalleutnant Rafail Pawlowitsch Chmelnitzki)
- 129. Schützendivision (Generalmajor Awksenti Michailowitsch Gorodnjanski)
- 158. Schützendivision (Oberst W. I. Nowoschilow)

23. mechanisiertes Korps (Generalmajor Michail Akimowitsch Mjasnikow)
- 220. motorisierte Schützendivision (Generalmajor Nikifor Gordejewitsch Choruschenko)
- 51. Panzerdivision

Dem Hauptquartier der Armee neu zugeführt:
- 38. Schützendivision (Oberst Maxim Gavrilowitsch Kirillow)
- 360. und 399. schweres Haubitzen-Regiment

Reste 7. mechanisiertes Korps (Generalmajor Wassili Iwanowitsch Winogradow)
- 14. und 18. Panzerdivision
- 471. Korps-Artillerieregiment

Am 11. Juli eroberte die deutsche Panzergruppe 3 die Stadt Witebsk und drohte den Hauptkräften der roten Westfront den Rücken abzuringen. Die 19. Armee wurde im engen Zusammenwirken mit der 20. und 22. Armee angewiesen, in der Region Sirotino-Beschenkowitschi-Witebsk die durchgebrochenen deutschen Kräfte zu zerschlagen und das östliche Ufer der westlichen Düna zu sichern. Die links eingesetzte 20. Armee (Generalleutnant P. A. Kurotschkin) versuchte vergeblich die deutschen Vorstöße zwischen Witebsk und Orscha abzuriegeln. Die 19. Armee wurde mit den Resten des 7. mechanisierten Korps (General W. I. Winogradow) verstärkt, das beim Gegenangriff von Lepel-Senno zerschlagen wurde. Am 16. Juli brachen deutsche Truppen nach Jarzewo und Smolensk durch. Drei sowjetische Armeen (16., 20. und 19.) wurden eingekreist (Kesselschlacht bei Smolensk). Nachdem das Kommando der 19. Armee den Rückzugsbefehl mit großer Verzögerung erhalten hatte, verließ es am 21. Juli die Einkreisung im Bereich der Bahnstation Vadino, übergab seine unterstellten Truppen an die 16. Armee und verlegte zurück in die Region Medyn. Die eingekesselten Formationen der 20. und 16. Armee kämpften im Ring um Smolensk bis zum Untergang weiter. Marschall Timoschenko befahl den Truppen der 16. und 20. Armee die Verteidigung von Smolensk am Ostufer des Dnjepr fortzuführen. Anfang August 1941 erhielt das Kommando der 19. Armee mehrere Divisionen der Einsatzgruppe von S. A. Kalinin überstellt. Trotz einiger Erfolge konnte die 19. Armee die gestellte Aufgabe einer Gegenoffensive nicht erfüllen, am 10. September gingen die sowjetische Truppen in die Defensive.
Armeegliederung am 16. August 1941
- 89. Schützendivision (Oberst T. F. Kolesnikow)
- 91. Schützendivision (Generalmajor N. F. Lebedenko)
- 166. Schützendivision (Oberst A. N. Kholzinew)
- 50. Schützendivision (Oberst A. A. Boreiko)
- 64. Schützendivision (Oberst A. S. Grjasnow)
- 101. Panzerdivision (Oberst G. M. Michailow)
- 45. Kavalleriedivision (Generalmajor N. M. Drejer)

Am 11. September wurde der zum Generaloberst beförderte I. S. Konew auf Vorschlag des Generals G. K. Schukow zum neuen Kommandeur der Westfront ernannt.

### Untergang bei Wjasma
Das deutsche Unternehmen Taifun begann am 30. September 1941 mit dem Angriff der Panzergruppe 2 in Richtung auf Orjol. Die 19. Armee verteidigte sich mit fünf Divisionen nördlich der Autobahn auf einer 29 km breiten Front- drei Schützendivisionen (91., 89. und 50.) in der ersten Staffel und die 166. Schützendivision in der zweiten Staffel. Am 2. Oktober begann um 5.30 Uhr eine mächtige 45-minütige Artillerievorbereitung entlang der gesamten Front der 19. Armee. Die 244. Schützendivision deckte die rechten Flanke und befand sich im Sektor des Hauptangriffs der deutschen Panzergruppe 3. Bei der benachbarten 162. Schützendivision herrschte akuter Mangel an Artillerie sowie an technischer Ausrüstung, die Naht mit dieser Division sollte laut Plan von fünf Artillerie-Divisionen der benachbarten 30. Armee gedeckt werden. Im deutschen Hauptangriffsfeld auf einer Breite von 16 km gegenüber der 162. Schützendivision und der 242. Schützendivision der 30. Armee und der 244. Schützendivision der 19. Armee wurden acht Angriffsdivisionen konzentriert. Der deutsche Hauptschlag der 9. Armee und der Panzergruppe 3 traf auf die Naht zwischen der 19. und 30. Armee, während die deutsche Panzergruppe 4 die Front der 43. Armee (von der Reservefront) aufriss. Der Vorstoß der Panzergruppe 3 (Generaloberst Hermann Hoth) durchbrach die Stellungen an der Naht der 19. Armee (Generalleutnant Michail Lukin), errichtete am 3. Oktober einen Brückenkopf über den Dnjepr und rückte in Richtung Wjasma vor. Die deutsche 35., 5. und 106. Infanteriedivision (V. Armeekorps) deckte die rechte Flanke des angesetzten 56. motorisierten Korps, das auf Wjasma vorrückte. Um 15.00 Uhr zog sich die geschlagene 244. Schützendivision auf die Linie Gunino – Shatuny – Borniki zurück. An der linken Flanke an der Naht zur 89. Schützendivision fanden heftige Kämpfe statt, deutsche Truppen erreichten den Wop-Abschnitt, wo die 91. Schützendivision verteidigte. Infolgedessen wurde die 244. Schützendivision überflügelt und abgeschnitten. Bis 17.00 Uhr mussten die 244. und 89. Schützendivision der 19. Armee ihre Verteidigungszonen räumen, der Divisionskommissar I. P. Sheklanow fiel im Kampf. Am Morgen des 7. Oktober schloss die Panzergruppe 4 im Raum östlich von Wjasma mit Einheiten der Panzergruppe 3 zusammen. Infolgedessen hat sich ein Ring um Timoschenkos Armeen geschlossen, wo 37 Divisionen, 9 Panzerbrigaden, 31 Artillerie-Regimenter eingeschlossen wurden. Bei den eingekreisten sowjetischen Truppen handelte es sich um vier Armeen (16., 19., 20., 30.) und der Einsatzgruppe von General I. W. Boldin von der Westfront und fünf Armeen (24., 31., 32., 43., 49.) der Reservefront. General Michail Lukin übernahm mit seinem Stabschefs Generalmajor W. F. Malyschkin das Kommando im Kessel und unternahm mehrere Ausbruchsversuche, bevor die letzten seiner Truppen bis zum 20. Oktober kapitulierten. Lukin selbst geriet schwerverwundet in Gefangenschaft.

### Zweite Formation 1942/45
Mit Beschluss vom 27. März 1942 wurde die 19. Armee als Teil der Karelischen Front auf der Grundlage der Kampfgruppe Kandalakscha neu formiert.
- Anfangs gehörten zur Armee die 104. und 122. Schützendivision, die 77. Marine- und die 4. Ski-Brigade sowie zwei separate Panzerbataillone.

Bis zum Sommer 1944 verteidigte Armee den Kandalakscha-Abschnitt im zweijährigen Stellungskrieg zwischen dem Kulos-See und Leyskoje-See.
Im September 1944 ging die 19. Armee gegenüber dem deutschen XXXVI. Armeekorps in die Offensive über und erreichte Ende September, nachdem sie die gegnerische Alakurta-Gruppierung besiegt hatte, die sowjetisch-finnische Grenze im Abschnitt des Flusses Naruskajoki und dem Onkamojärvi-See, wo sie wieder in die Defensive überging.
Am 15. November 1944 wurde die 19. Armee in die Reserve des Hauptquartiers des Obersten Kommandos zurückgezogen und Ende Januar 1945 als Reserve hinter der mittleren Ostfront im Raum Grodno und Bialystok konzentriert. Am 29. Januar 1945 wurde die Armee der 2. Weißrussischen Front überstellt und nahm dann an der Ostpommerschen Operation teil. Am frühen Morgen des 26. Februar 1945 besetzte die 19. Armee mit Unterstützung des 3. Panzerkorps Biały Bór und erreichte Bobolice. Andere Teile des 3. Panzerkorps erreichten die Vororte von Köslin und die Ostseeküste. Am 5. März, nach zweitägigen Kämpfen, kapitulierte Köslin. In Zusammenarbeit mit der 1. Garde-Panzerarmee, der 70. Armee und den Streitkräften der Ostseeflotte nahm sie an der Bekämpfung der deutschen Gruppierung bei Danzig und bis 28. März an der Eroberung der Küste und des Hafens von Gotenhafen teil.
Der 19. Armee waren bei Kriegsende 1945 folgende Verbände unterstellt:
- 40. Garde-Schützenkorps, Generalleutnant Semjon Petrowitsch Mikulski, ab 23. März Generalmajor Sergei Fjodorowitsch Gorochow mit 10., 101. und 102. Garde-Schützendivision
- 132. Schützenkorps, Generalmajor Fjodor Fjodorowitsch Korotkow mit 18., 27. und 313. Schützendivision
- 134. Schützenkorps, Generalmajor Konstantin Fjodorowitsch Skorobogatkin, ab 24. März Generalmajor Andrei Grigorjewitsch Frolenkow mit 205., 272. und 310. Schützendivision

Von April bis Anfang Mai 1945 kämpften Armeetruppen an der Westküste der Danziger Bucht, um die letzten deutschen Verbände zu blockieren. In Zusammenarbeit mit der 2. Stoßarmee besetzten ihre Truppen die Inseln Wolin, Usedom und Rügen. Am 9. Mai kapitulierten die deutschen Truppen an der Putziger Nehrung. Im Juni 1945 wurde die 19. Armee aufgelöst.

## Führung
Befehlshaber
- Generalmajor Iwan Stepanowitsch Konew (13. Juni – 10. September 1941)
- Generalleutnant Michail Fjodorowitsch Lukin (11. September – 14. Oktober 1941)
- Generalleutnant Iwan Wassiljewitsch Boldin (14. Oktober – 20. Oktober 1941)
- Generalmajor Stepan Iljitsch Morosow (April 1942 – Mai 1943)
- Generalmajor/Generalleutnant Georgi Kirillowitsch Koslow (Mai 1943 – März 1945)
- Generalleutnant Wladimir Sacharowitsch Romanowski (März – Mai 1945)

Generalstabschef
- Generalmajor Pjotr Nikolajewitsch Rubtzow (Juli – August 1941)
- Brigadekommandeur/Generalmajor Wassili Fjodorowitsch Malyschkin, (am 24. Oktober 1941 gefangen genommen)
- Oberst/Generalmajor Samuil Abowitsch Markuschewitsch, (April 1942 – März 1945)
- Generalleutnant Pjotr Iwanowitsch Ljapin (März 1945 bis Kriegsende)

Mitglieder des Kriegsrats
- Divisionskommissar Iwan Prokofjewitsch Sheklanow (Juli – Oktober 1941, gefallen)
- Brigadekommissar Wladimir Grigorjewitsch Wanejew (im Oktober 1941 gefallen)
- Oberst Andrei Pawlowitsch Kaplunowski (April 1942 – März 1944)
- Generalmajor Sergei Iwanowitsch Pankow (März 1944 bis Kriegsende)